# سينما زاوية
سينما زاوية، هي إحدى قاعات سينما أوديون في وسط البلد القديمة في القاهرة، والمتخصصة في عرض الأفلام البديلة، التي تساهم في نشر الثقافة السينمائية في مصر. وهي واحدة من السينمات طويلة الأمد والأكثر شعبية  في القاهرة فتهدف إلى عرض الأفلام الفنية والمتنوعة. وهي امتداد لفكرة «السينما البديلة» التي ظهرت في الستينيات. تطرح مواضيع بديلة غير تلك الثيمات المكررة في السينما التجارية. وتعتبر «سينما زاوية» نوعا مختلفا عن دور العرض التجارية في مصر. وقد أصبحت منذ نشأتها سنة 2014 بمبادرة من عدد من المهتمين بعملية صناعة السينما، تمثل متنفسا لأصحاب السينما المستقلة والتجريبية. كما بدأت في الإسماعيلية أيضا سنة 2016. وتعتبر زاوية فكرة سينمائية هي الأبرز والأهم في السنوات القليلة الماضية.

## تأثير
نجحت في استقطاب محبّي السنيما المستقلّة والتسجيليّة إليها، بعد تأسيس «زاوية» لعرض أفلام عالميّة مميّزة قديمة وحديثة لن تجدها في دور السنيما التقليديّة. وتنظم سينما زاوية العديد من المهرجانات الهامة، مثل «مهرجان زاوية للأفلام القصيرة»، ومهرجان «بانوراما الفيلم الأوروبي»، وهو حدث سنوي أنشأته شركة أفلام مصر العالمية، وكما هو معروف تهدف «بانوراما الفيلم الأوروبي» منح المشاهد المصري فرصة جديدة لمتابعة عدد من الأعمال السينمائية الأوروبية، ولقاء عدد من صناع تلك الأعمال، من خلال الأفلام التي يتم عرضها خلال البانوراما، وتقام عروض البانوراما في سينما زاوية. كما تنظم مهرجان أيام القاهرة السينمائية، وهو مهرجان سينمائي مصري للأفلام العربية، أنشأته زاوية عام 2017، ويعتبر المهرجان الأول من نوعه الذي تنشئه وتنظمه سينما زاوية بالقاهرة بغرض فتح نافذة أمام الجمهور المصري للاطلاع على ما يدور في الساحات السينمائية العربية المستقلة. كما يفتح المهرجان نافذةً جديدة أمام مختلف الجماهير في العديد من المدن المصرية ويمنحهم فرصةً على حد وصف النقاد لمعرفة ما يدور بالساحات السينمائية المعاصرة في كلٍ من: لبنان وسوريا وفلسطين وتونس والمغرب والجزائر والأردن، بالإضافة إلى ما أنتجته السينما المحلية. ومحاولة النقد والنقاش لتطوير مهارات القائمين على صناعة الأفلام داخل هذه البلاد. كما تنظم العديد من البرامج الثقافية، كبرنامج “مزج أول”، وبرنامج سينما عربية، وبرنامج «سينما إحسان عبد القدوس»،وبرنامج « سينما المخرج علي بدرخان»، وتنظم أيضا العديد من ورش العمل.